# Kanton Montesquieu-Volvestre
Kanton Montesquieu-Volvestre (francouzsky Canton de Montesquieu-Volvestre) je francouzský kanton v departementu Haute-Garonne v regionu Midi-Pyrénées. Tvoří ho 10 obcí.

## Obce kantonu
- Canens
- Castagnac
- Gouzens
- Lahitère
- Lapeyrère
- Latour
- Massabrac
- Montbrun-Bocage
- Montesquieu-Volvestre
- Saint-Christaud